# 鄭家俊
鄭家俊（1897年—1976年），別號點石。湖南省長沙縣人。民國37年（1948年）在工礦南區當選第一屆立法委員

## 生平[1][2]
柏林大學畢業，歷任軍政部兵工研究委員會專任委員兼兵工署監察科科長、湖北省政府委員兼湖北省政府建設廳廳長、軍政部兵工署技術司司長、交通部參事、漢陽兵工廠廠長。1951年，以奉通緝在案，并經內政部彙案函准立法院查明於第四會期未報到出席，依法註銷名籍。後曾任上海交通大学教授、機械製造系代主任、上海市政协委员。